# Plasmophagus coleochaetes
Plasmophagus coleochaetes är en svampart som först beskrevs av Sparrow, R.A. Paterson & Johns, och fick sitt nu gällande namn av M.W. Dick 2001. Plasmophagus coleochaetes ingår i släktet Plasmophagus, ordningen Chytridiales, klassen Chytridiomycetes, divisionen pisksvampar och riket svampar.   Inga underarter finns listade i Catalogue of Life.